# Назаров, Александр Сергеевич
Алекса́ндр Серге́евич Наза́ров (26 июля 1915 — 25 июля 1990) — советский футболист и тренер. Выступал за московское и минское «Динамо».

## Карьера

### Игрока
Дебютировал в чемпионате СССР 1 сентября 1938 года в матче против ленинградского «Сталинца». 6 сентября 1939 года Александр во встрече с московским «Металлургом» сделал хет-трик. В том сезоне он забил 13 голов и стал вторым бомбардиром команды после Михаила Семичастного, у которого было 14 мячей. Во время войны Назаров играл за «Динамо» в чемпионате и Кубке Москвы, а в 1945 сыграл последний матч за бело-голубых. С 1948 по 1949 Александр выступал за минское «Динамо».

### Тренера
Сразу после завершения карьеры, в июле 1950 года Александр Назаров возглавлял минский клуб. Однако по итогам сезона команда заняла 17-е место и вылетела в класс «Б», после чего тренер покинул свой пост. В 1960-х работал в московском «Динамо» с юношами, затем с 1967 по 1968 год руководил целиноградским «Динамо» в классе «Б».

## Достижения
«Динамо» Москва
- Чемпион СССР (2): 1940, 1945